# 5-OH-DPAT
5-OH-DPAT es un compuesto químico sintético que actúa como agonista del receptor de dopamina con potente selectividad hacia los subtipos de receptor D2 y D3. Sólo el enantiómero (S) es activo como agonista, siendo el enantiómero (R) un antagonista débil sobre los receptores D2. El compuesto radiomarcado 11C-5-OH-DPAT se emplea como un radioligando agonista para mapear la distribución y función de los receptores D2 y D3 en el cerebro, y el fármaco también se está estudiando en el tratamiento de la enfermedad de Parkinson. Basado en estudios in vitro, la administración iontoforética transdérmica de 5-OH-DPAT es prometedora en el manejo de la enfermedad de Parkinson.